# Nakhla (Meteorit)
Koordinaten: 31° 9′ 0″ N, 30° 21′ 0″ O
Nakhla (deutsch Nachla) ist ein bekannter Marsmeteorit, der 1911 in der Nähe des Dorfes El Nakhla El Bahariya in Abu Hummus, al-Buhaira (Ägypten) einschlug. Er war der erste in Ägypten gemeldete Meteorit und der erste mit Spuren, die auf die frühere Anwesenheit von flüssigem Wasser auf dem Mars schließen lassen. Sein geologisches Alter wird auf ca. 1,3 Milliarden Jahre datiert.
In der Klassifizierung der Marsmeteoriten ist Nakhla der Prototyp für Nakhlite.

## Geschichte

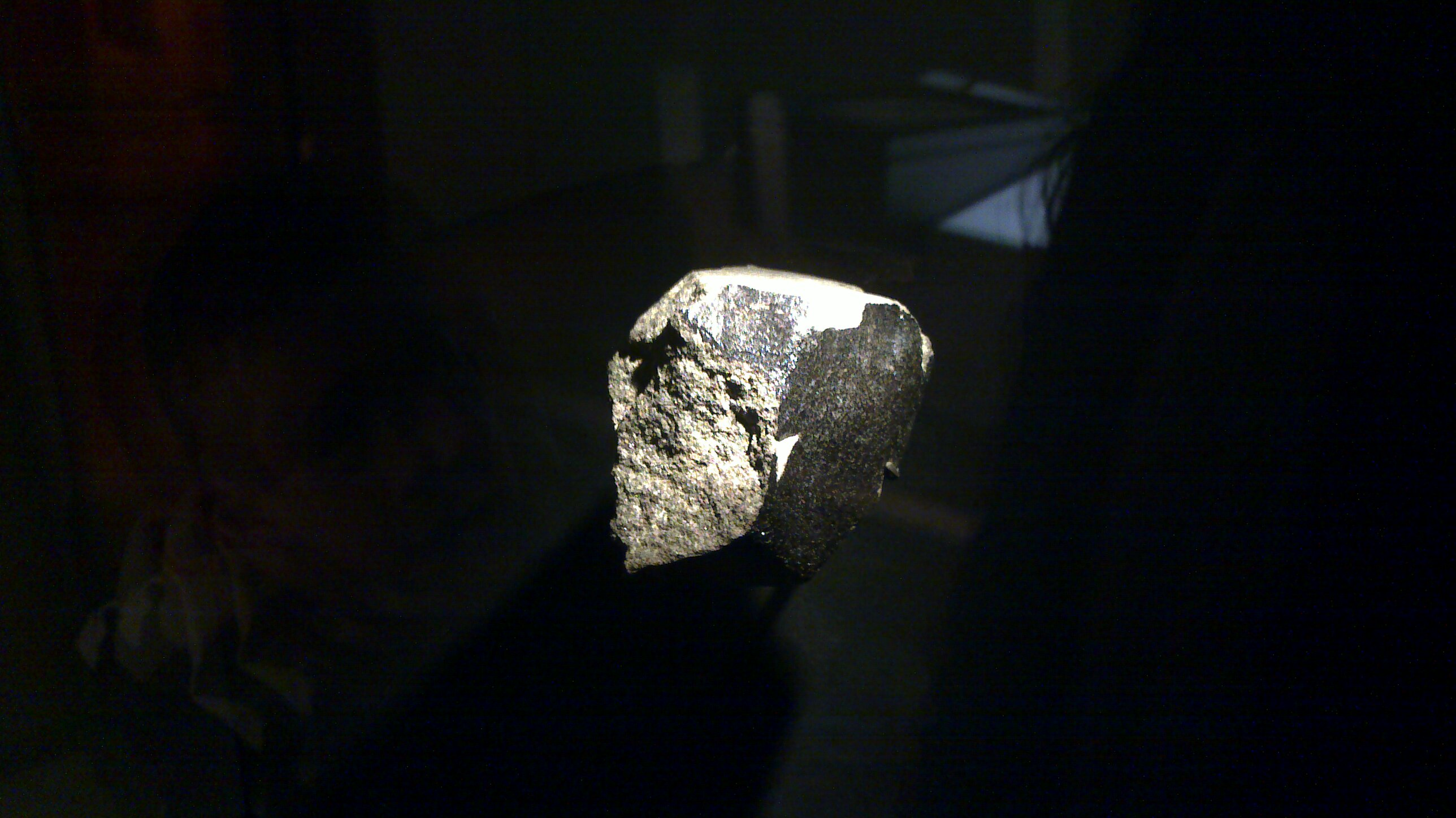
Ein Stück des Meteoriten im Londoner Natural History Museum.

Der Meteorit schlug am 28. Juni 1911 gegen 9 Uhr ein. Überreste wurden in der Nähe kleiner Teiche von Ezbet Abdalla Zeid, Ezbet Abdel Malek, Ezbet el Askar und Ezbet Saber Mahdi gefunden.
Augenzeugen berichteten davon, dass er aus Nord-Westen kam, mit einem Neigungswinkel von etwa 30 Grad, und eine Säule aus weißem Rauch hinterließ. Man hörte einige Explosionen, bevor er sich auf ein Gebiet von 4,5 km Durchmesser verteilte. Etwa 40 Bruchstücke, jeweils zwischen 20 g und 1813 g schwer, wurden in bis zu einem Meter Tiefe gefunden. Die ursprüngliche Gesamtmasse betrug etwa 10 kg.
Die ägyptische Regierung überließ dem British Museum in London zwei nahe Ezbet Abdel Malek gefundene Fragmente als Schenkung.

### Der Nakhla-Hund
Ein Stück des Meteoriten soll, laut dem Bauern Mohammed Ali Effendi Haki, beim Einschlag im Dorf Denshal einen Hund getroffen und diesen auf der Stelle verdampft haben. Da keine Überreste des Hundes gefunden wurden und der Bauer der einzige Augenzeuge war, ist die Geschichte eher zweifelhaft, wurde aber zu einer Legende unter Astronomen.

## Anzeichen von Wasser
Nakhla ist der erste Meteorit, in dem Spuren gefunden wurden, die nur bei Anwesenheit von flüssigem Wasser entstanden sein können: Karbonate und Minerale, geformt durch chemische Reaktionen in Wasser. Der 13C-Gehalt in den Karbonaten deutet auf eine Herkunft vom Mars hin.
Außerdem war der Stein, nachdem er sich geformt hatte, Wasser ausgesetzt, was zu sekundären Ablagerungen von Mineralien führte.

## Anzeichen von Leben

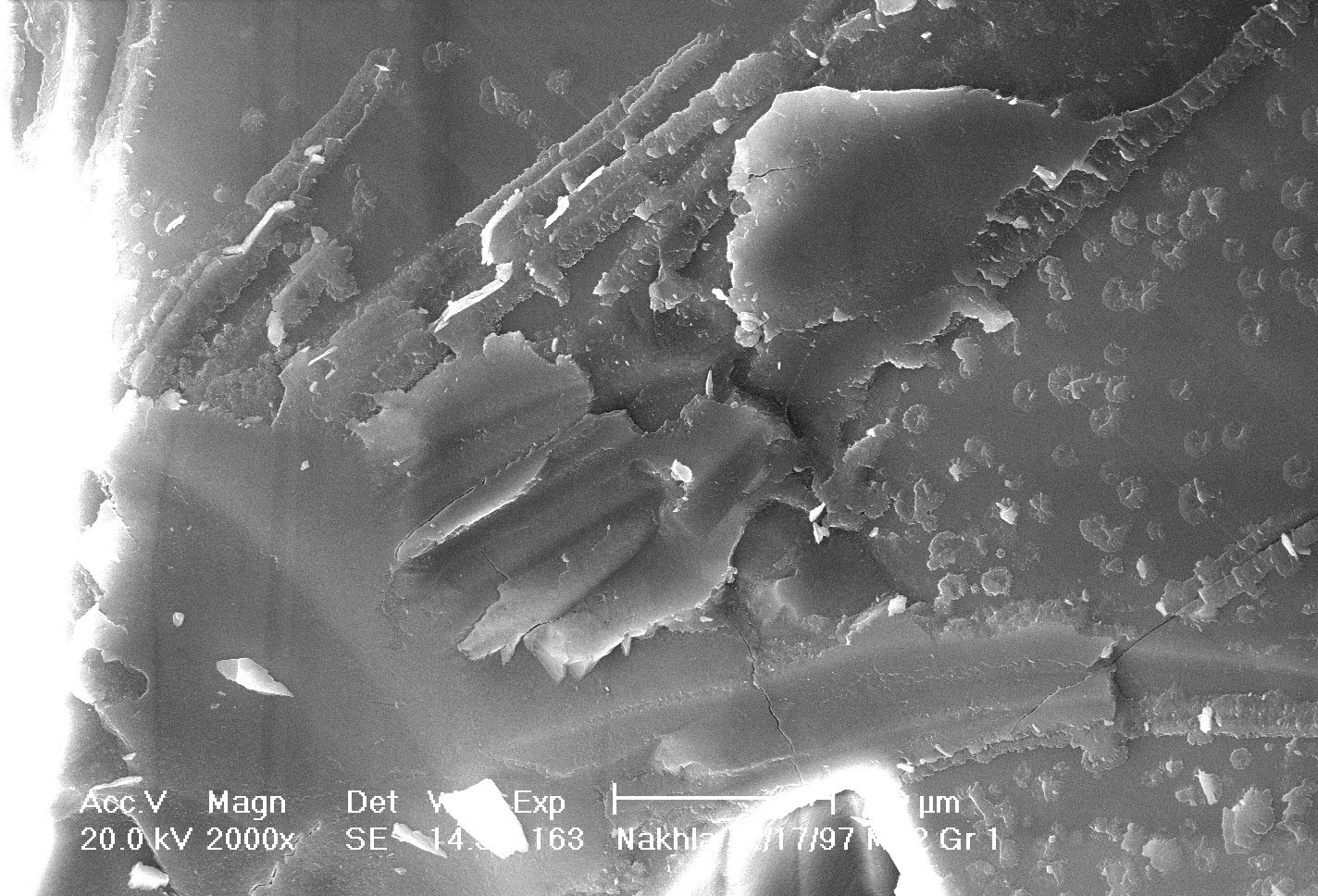
REM-Aufnahme des Nakhla-Meteoriten mit vermuteten biomorphen Spuren

Nachdem sie vom British Museum ein Stück des Meteoriten erhalten hatten, untersuchten Wissenschaftler des NASA Johnson Space Centers im März 1999 den Meteoriten mit einem Lichtmikroskop und einem Rasterelektronenmikroskop (REM). Dabei wurden biomorphe Spuren entdeckt.

### Kohlenstoffhaltige Poren und Kanäle

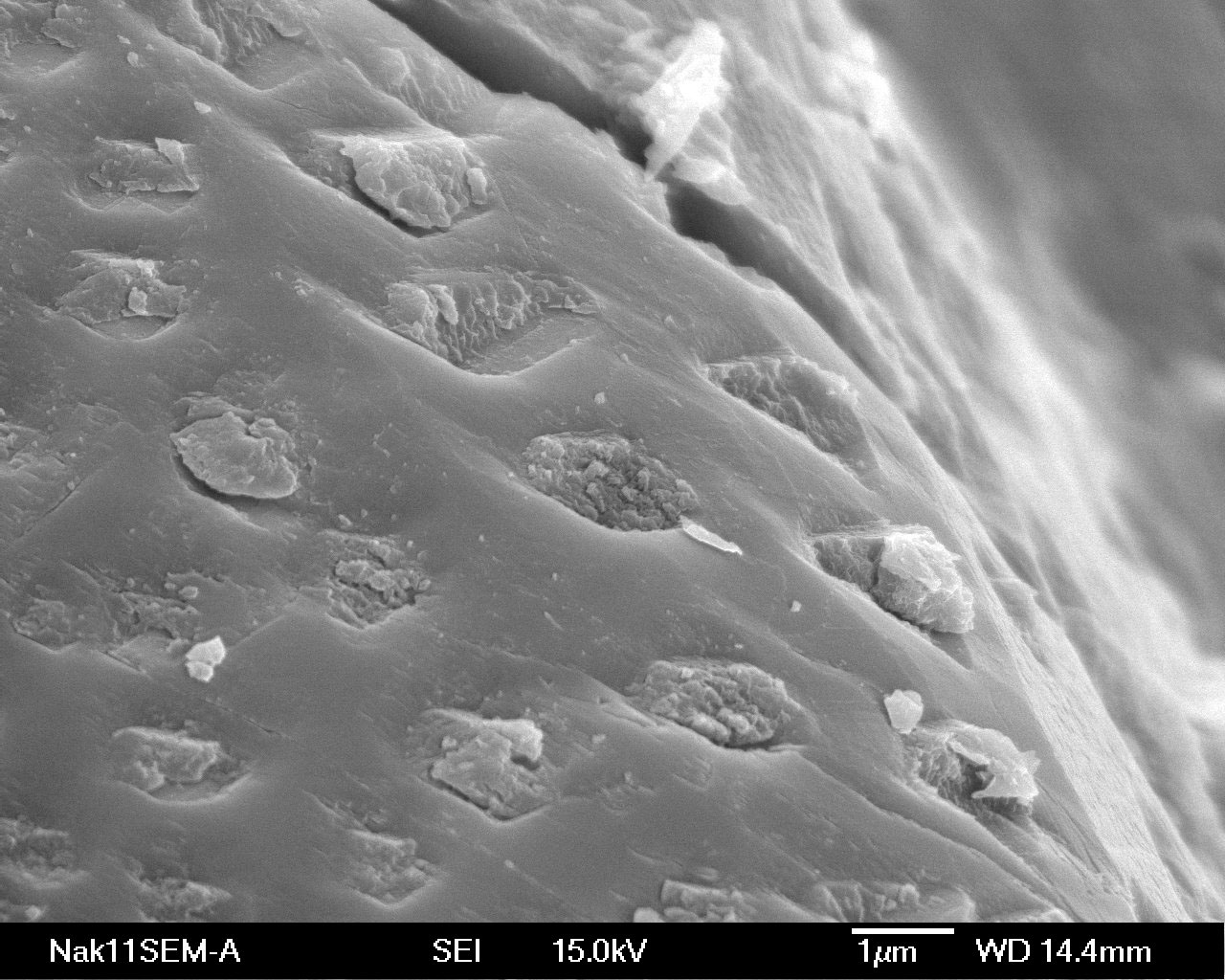
REM-Aufnahme, die kleine gefüllte Mulden zeigt. Ähnliche Mulden finden sich auch auf der Erde, von Bakterien gegraben.

2006 wurde der NASA vom Londoner Natural History Museum erlaubt, eines seiner intakten Fragmente des Meteoriten aufzubrechen, um frische, nicht kontaminierte Proben zu untersuchen. Darin wurde eine Fülle komplexer kohlenstoffhaltiger Materialien gefunden, die dendritartige Poren und Kanäle enthalten. Diese ähneln den Effekten von Bakterien in Steinen, die man von der Erde kennt.
Bei der 37. Lunar and Planetary Science Conference im März 2006 in Houston (Texas) wurde über das Postulat debattiert, dass der Karbongehalt innerhalb der Poren des Steines aus den Überresten lebender Materie bestehe. Da Kohlenstoff jedoch das vierthäufigste Element im Universum ist (nach Wasserstoff, Helium und Sauerstoff), war die Mehrheit der Teilnehmer der Ansicht, die Anwesenheit von Formen ähnlich denen lebender Organismen reiche nicht aus, um zu beweisen, dass einst Bakterien auf dem Mars lebten.

### Aminosäuren
1999 wurden am Johnson Space Center auch diverse Aminosäuren aus Fragmenten des Meteoriten isoliert, unter ihnen Asparaginsäure, Glutaminsäure, Glycin, Alanin und Buttersäure. Es ist jedoch nicht sicher, ob diese ursprünglich vom Meteoriten stammen oder von einer irdischen Kontamination.

### Zellenartige Mikroblase
2014 wurde bei Untersuchungen an der Nationalen Technischen Universität Athen eine ovale zellenartige Mikroblase entdeckt und in Zusammenarbeit mit der University of Manchester analysiert. Die Zelle besteht aus nanokristallinem eisenhaltigem Saponit und amorphen Materialien. Viele Merkmale der Mikrozelle ähneln versteinerten biologischen Zellen, wie man sie von der Erde kennt. Wahrscheinlich war es jedoch keine Zelle, sondern entstand durch einen kleinen Wassereinschluss, der durch den Asteroideneinschlag auf dem Mars erhitzt wurde.

### Benutzte Literatur
- Howard V. Hendrix: Red Rover, Red Rover. Hrsg.: Analog SFSF. Juli - August, 2012, S. 109–116.

### Weiterführende Literatur
- James M. D. Day, Marine Paquet, Arya Udry, Frederic Moynier: A heterogeneous mantle and crustal structure formed during the early differentiation of Mars. In: Science Advances, Namd 10, Nr. 2231, Mai 2024; doi:10.1126/sciadv.adn9830 (englisch). Dazu:
  - Michelle Starr: Lost Piece of Mars Found on Earth Reveals an Ancient Volcanic Secret. Auf: sciencealert vom 1. Juni 2024.
  - Martian meteorites deliver a trove of information on Red Planet’s structure. Aud: EurekAlert! vom 31. Mai 2024.
  - Decoding the Red Planet’s Structure: Insights From Martian Meteorites. Aud: SciTechDaily vom 31. Mai 2024. Quelle: University of California, San Diego.